# Mohamed Ali Nafkha
Mohamed Ali Nafkha (ur. 25 stycznia 1986 w Susie) – piłkarz tunezyjski grający na pozycji pomocnika.

## Kariera klubowa
Karierę Nafkha rozpoczął w klubie Étoile Sportive du Sahel. W 2005 roku zadebiutował w jego barwach w rozgrywkach pierwszej lidze tunezyjskiej. W 2006 roku zdobył z nim Puchar Konfederacji. W 2007 roku wygrał z Étoile Sportive Ligę Mistrzów (0:0, 3:1 z Al-Ahly Kair) oraz wywalczył mistrzostwo kraju. W 2008 roku wystąpił w finale Pucharu Tunezji, a także zdobył Superpuchar Afryki. W 2011 roku został zawodnikiem FC Zürich, ale następnie został wypożyczony do Étoile Sportive du Sahel.

## Kariera reprezentacyjna
W reprezentacji Tunezji Nafkha zadebiutował w 2007 roku. W 2010 roku w Pucharze Narodów Afryki 2010 zagrał w 3 meczach: z Zambią (1:1), z Gabonem (0:0) i z Kamerunem.